# Entada borneensis
Entada borneensis är en ärtväxtart som beskrevs av Henry Nicholas Ridley. Entada borneensis ingår i släktet Entada och familjen ärtväxter. Inga underarter finns listade i Catalogue of Life.